# Guang'an
Guang'an is een stadsprefectuur in het oosten van de zuidwestelijke provincie Sichuan, Volksrepubliek China.

## Geboren
- Deng Xiaoping (1904-1997), staatsman